# Sommation de Cesàro
En analyse, la sommation de Cesàro est un procédé de sommation permettant d'assigner une somme à certaines séries divergentes au sens usuel. Si la série est convergente au sens usuel, elle l'est également au sens de Cesàro et sa somme de Cesàro est égale à sa somme « classique ». En revanche, une série divergente peut avoir une somme de Cesàro bien définie.

## Historique
La sommation de Cesàro porte le nom de l'analyste italien Ernesto Cesàro (1859–1906), à cause de l’utilisation de ce qu'on appelle aujourd’hui le lemme de Cesàro. Le mathématicien allemand Georg Frobenius avait déjà proposé ce procédé en 1878 , ainsi qu'Otto Hölder en 1882 , et Cesàro l'a généralisé en 1890, comme on le verra ci-dessous.

## Définitions
On dit qu'une suite réelle ou complexe {\displaystyle \left(a_{n}\right)_{n\in \mathbb {N} ^{*}}} converge au sens de Cesàro ou est convergente au sens de Cesàro si la suite {\displaystyle \left(c_{n}\right)} des moyennes arithmétiques de ses {\displaystyle n} premiers termes ({\displaystyle c_{n}={\frac {1}{n}}\sum _{k=1}^{n}a_{k}={\frac {a_{1}+\cdots +a_{n}}{n}}}) est convergente.
Le lemme de Cesàro affirme la convergence au sens de Cesàro d'une suite convergente vers sa limite usuelle .
La convergence au sens de Cesàro de la série {\displaystyle \sum _{n\geqslant 1}a_{n}} est alors par définition la convergence au sens de Cesàro de la suite des sommes partielles {\displaystyle s_{n}=a_{1}+\cdots +a_{n}}.
La série {\displaystyle \sum _{n\geqslant 1}a_{n}} est donc convergente au sens de Cesàro si {\displaystyle {\frac {1}{n}}\sum _{k=1}^{n}s_{k}={\frac {na_{1}+(n-1)a_{2}+\cdots +a_{n}}{n}}} possède une limite finie, qui est alors la somme de Cesàro de la série.
D'après le lemme de Cesàro, toute série convergente est convergente au sens de Cesàro, et sa somme de Cesàro est égale à la somme de la série. En revanche, il existe des séries divergentes qui sont néanmoins convergentes au sens de Cesàro.

## Exemples

### 1 − 1 + 1 − 1 ⋯
Soit la suite définie par :
{\displaystyle (a_{n})=\left((-1)^{n+1}\right)=(1,-1,1,-1,\ldots )}
Soit G la série correspondante :
{\displaystyle G=\sum _{n\geqslant 1}a_{n}=1-1+1-1+1-\cdots }
Alors la suite des sommes partielles {\displaystyle s_{n}=\sum _{k=1}^{n}a_{k}} est
{\displaystyle 1,0,1,0,1,0,\ldots }
Il est ainsi évident que la série G, également connue comme série de Grandi, n'est pas convergente, car elle alterne entre deux valeurs. En revanche, les termes de la suite (tn) des moyennes de Cesàro de (sn) où {\displaystyle t_{n}={\frac {1}{n}}\sum _{k=1}^{n}s_{k}} sont :
{\displaystyle {\frac {1}{1}},\,{\frac {1}{2}},\,{\frac {2}{3}},\,{\frac {2}{4}}={\frac {1}{2}},\,{\frac {3}{5}},\,{\frac {3}{6}}={\frac {1}{2}},\,{\frac {4}{7}},\,{\frac {4}{8}}={\frac {1}{2}},\,\ldots }
Ici, la suite des moyennes de Cesàro d'indices pairs (t2n) est constante égale à 1/2 et celle des moyennes de Cesàro d'indices impairs (t2n+1) converge vers la même valeur (on a t2n+1 = n/2n –1). Ainsi, on a bien
{\displaystyle \lim _{n\to \infty }t_{n}=1/2.}
La somme de Cesàro de la série G est 1/2.

### 1 + 2 + 3 + 4 + ⋯
Soit la suite définie par :
{\displaystyle (a_{n})=(n)=(1,2,3,4,\ldots )}
Soit G la série correspondante :
{\displaystyle G=\sum _{n\geqslant 1}a_{n}=1+2+3+4+5+\cdots }
La suite de ses sommes partielles est :
{\displaystyle 1,3,6,10,\ldots }
Ce qui en fait une série divergente. Les termes de la suite des moyennes de ses sommes partielles sont :
{\displaystyle {\frac {1}{1}},\,{\frac {4}{2}},\,{\frac {10}{3}},\,{\frac {20}{4}},\,\ldots }
Ici, cette suite diverge également : G n'est pas convergente au sens de Cesàro. En fait, toute série divergeant vers l'infini est divergente au sens de Cesàro.
On verra cependant dans l'article 1 + 2 + 3 + 4 + ... des méthodes attribuant la valeur {\displaystyle -1/12} à cette somme.

### Exemple de série convergente au sens de Cesàro avec un terme général non borné
On définit {\displaystyle a_{2n-1}={\sqrt {n-1}}+{\sqrt {n}},a_{2n}=-2{\sqrt {n}}}.
Alors {\displaystyle s_{2n-1}={\sqrt {n}},s_{2n}=-{\sqrt {n}}}, 
donc {\displaystyle t_{2n-1}={\frac {\sqrt {n}}{2n-1}},t_{2n}={\frac {-{\sqrt {n}}}{2n}}=-{\frac {1}{2{\sqrt {n}}}}} ; la suite {\displaystyle (t_{n})} converge vers 0, donc {\displaystyle \sum a_{n}} converge au sens de Cesàro vers 0.

## Propriétés
Le procédé de sommation de Cesàro possède trois propriétés attendues pour une sommation de séries divergentes :
1. Régularité : Il prolonge la sommation usuelle
2. Invariance par translation : la somme attribuée à {\displaystyle a_{1}+a_{2}+a_{3}+\cdots } est égale à {\displaystyle a_{1}} plus la somme attribuée à {\displaystyle a_{2}+a_{3}+\cdots }.
3. Linéarité

Par contre, le produit de Cauchy de deux séries convergentes au sens de Cesàro ne l'est pas forcément (voir un exemple ci-dessous).

## Application aux séries de Fourier
La série de Fourier d"une fonction 2π-périodique {\displaystyle f} localement intégrable sur ℝ converge au sens de Cesàro vers la fonction régularisée de {\displaystyle f} définie par {\displaystyle f_{r}(x)={\frac {f(x+0)+f(x-0)}{2}}} en chaque point {\displaystyle x} où ces limites existent .
Ceci constitue une partie du théorème de Fejér.

## Sommation de Cesàro itérée

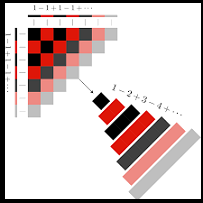
Le carré de Cauchy de la série est la série.

On peut itérer le procédé de sommation de Cesàro, comme l'a proposé Otto Hölder en 1882 . Si, à une certaine étape, on obtient une série convergente, la série est dite convergente au sens de Hölder.
Par exemple, la série alternée des entiers {\displaystyle 1-2+3-4\cdots }  n'est pas convergente au sens de Cesàro, mais convergente au sens de Hölder à l'étape 2, vers {\displaystyle {\frac {1}{4}}} .
Notons que {\displaystyle 1-2+3-4\cdots } est le carré de Cauchy de la série  {\displaystyle 1-1+1\cdots } , et le résultat précédent découlera des propriétés énoncées au paragraphe suivant.

## Sommation(C, α)

### Définition pour α entier naturel
En 1890, Ernesto Cesàro décrit une autre généralisation, dont les étapes sont depuis appelées (C, α) pour des entiers naturels α ,. La méthode (C, 0) est la sommation ordinaire, et (C, 1) la sommation de Cesàro décrite ci-dessus. Les méthodes d'ordres plus élevés sont définies de la façon suivante :
Soit la suite {\displaystyle \left(a_{n}\right)_{n\in \mathbb {N} }} et la série correspondante {\displaystyle \sum a_{n}}. On définit les quantités
{\displaystyle A_{n}^{(-1)}=a_{n};\quad A_{n}^{(\alpha )}=\sum _{k=0}^{n}A_{k}^{(\alpha -1)}},
et les quantités En correspondant aux valeurs An définies précédemment pour la suite {\displaystyle (a_{n})=(1,0,0,0,\ldots )}. On a donc : {\displaystyle E_{n}^{(0)}=1,E_{n}^{(1)}=n+1,\cdots ,E_{n}^{(\alpha )}={\binom {n+\alpha }{\alpha }}}.
Alors, la somme (C, α) de {\displaystyle \sum a_{n}} est définie par la limite quand n tend vers l'infini , si elle existe, de 
{\displaystyle S_{n}^{(\alpha )}={\frac {A_{n}^{(\alpha )}}{E_{n}^{(\alpha )}}}=\sum _{k=0}^{n}{\frac {n \choose k}{n+\alpha  \choose k}}a_{k}.}
On note :
{\displaystyle (C,\alpha ){\text{-}}\sum _{k=0}^{\infty }a_{k}=\lim _{n\to \infty }\sum _{k=0}^{n}{\frac {n \choose k}{n+\alpha  \choose k}}a_{k}.}

### Exemple de série divergente au sens de Cesàro, mais(C, 2)-convergente
La série alternée des entiers, de terme général {\displaystyle (a_{n})=\left((-1)^{n}(n+1)\right)=(1,-2,3,-4,\cdots )} , vérifie alors :
- {\displaystyle \left(S_{n}^{(0)}\right)=\left({\frac {(2n+3)(-1)^{n}+1}{4}}\right)=(1,-1,2,-2,3,-3,\cdots )} est divergente (le terme général de la suite ne tend pas vers 0).
- {\displaystyle \left(S_{n}^{(1)}\right)=\left({\frac {(n+2)((-1)^{n}+1)}{4(n+1)}}\right)=(1,0,2/3,0,3/5,0,\cdots )} est divergente (la sous-suite des termes de rangs pairs tend vers 1/2, mais celle des termes impairs est constante et nulle).
- {\displaystyle \left(S_{n}^{(2)}\right)=\left({\frac {(2n+5)(-1)^{n}+2n^{2}+10n+11}{8(n+1)(n+2)}}\right)=(1,1/3,1/2,3/10,2/5,2/7,\cdots )} converge vers {\displaystyle {\frac {1}{4}}} qui est donc la valeur de {\displaystyle (C,2){\text{-}}\sum _{k=0}^{\infty }a_{k}}[5].

### Lien avec la convergence au sens de Hölder
La (C, α)-convergence entraîne la convergence au sens de Hölder à l'étape α , avec la même somme, et réciproquement .

### Lien avec la convergence au sens d'Abel
La (C, α)-convergence entraîne la convergence au sens d'Abel avec la même somme.
On le voit avec l'exemple précédent où  {\displaystyle \sum _{n=0}^{\infty }a_{n}x^{n}={\frac {1}{(1+x)^{2}}}} pour {\displaystyle |x|<1}, qui donne bien la valeur {\displaystyle {\frac {1}{4}}} pour {\displaystyle x\rightarrow 1}.

### Propriété relative au produit
Le produit de Cauchy d'une série (C, α)-convergente, par une série {\displaystyle ({\text{C}},\beta )}-convergente est {\displaystyle ({\text{C}},\alpha +\beta +1)}-convergent, et la somme attribuée au produit est le produit des sommes attribuées aux séries de départ .
En particulier, le produit de Cauchy de deux séries convergentes est convergent au sens de Cesàro.
Par exemple, la série de terme général {\displaystyle {\frac {(-1)^{n}}{\sqrt {n}}}}, qui est convergente, a un carré de Cauchy de terme général {\displaystyle (-1)^{n+1}\sum _{k=1}^{n}{\frac {1}{\sqrt {k(n+1-k)}}}} dont la série associée diverge, mais converge au sens de Cesàro .

### Généralisation
Encore plus généralement, pour {\displaystyle \alpha \in \mathbb {R} \setminus (-\mathbb {N} )}, soit {\displaystyle A_{n}^{(\alpha )}} donné implicitement par les coefficients de la série
{\displaystyle \sum _{n\geqslant 0}A_{n}^{(\alpha )}x^{n}={\frac {\displaystyle {\sum _{n\geqslant 0}a_{n}x^{n}}}{(1-x)^{1+\alpha }}},}
et {\displaystyle E_{n}^{(\alpha )}} défini comme précédemment, donc par {\displaystyle \sum _{n\geqslant 0}E_{n}^{(\alpha )}x^{n}={\frac {1}{(1-x)^{1+\alpha }}},} (voir la formule du binôme négatif). La somme (C, α) associée à {\displaystyle \sum a_{n}} est définie comme précédemment.
L'existence d'une sommation (C, α) implique l'existence de toutes les sommations d'ordre supérieur, ainsi que an = o(nα) si α > −1.

## Sommation de Cesàro d'une intégrale
Soit α ≥ 0. L'intégrale {\textstyle {\int _{0}^{\infty }f(t)\,\mathrm {d} t}} est dite (C, α)-convergente si
{\displaystyle \lim _{x\to \infty }\int _{0}^{x}\left(1-{\frac {t}{x}}\right)^{\alpha }f(t)\,\mathrm {d} t}
existe et est finie. La valeur de cette limite, si elle existe, est la valeur (C, α) de l'intégrale. Si α = 0, le résultat est la convergence de l'intégrale impropre. Si α = 1, la convergence (C, 1), ou convergence au sens de Cesàro, est équivalente à l'existence de la limite
{\displaystyle \lim _{x\to \infty }{\frac {1}{x}}\int _{0}^{x}\left(\int _{0}^{t}f(u)\,\mathrm {d} u\right)\,\mathrm {d} t}
qui est la limite des valeurs moyennes des intégrales partielles.
De façon similaire aux séries, si une intégrale est (C, α)-convergente pour une valeur α ≥ 0, elle est (C, β)-convergente pour tout β > α, et la valeur de la limite résultante est la même.

### Exemple
L'intégrale {\textstyle {\int _{0}^{\infty }\sin t\,\mathrm {d} t}} est divergente. Comme  {\displaystyle {\frac {1}{x}}\int _{0}^{x}\left(\int _{0}^{t}\sin u\,\mathrm {d} u\right)\,\mathrm {d} t={\frac {1}{x}}\int _{0}^{x}\left(1-\cos t\right)\,\mathrm {d} t={\frac {x-\sin x}{x}}}, l'intégrale {\textstyle {\int _{0}^{\infty }\sin t\,\mathrm {d} t}} est égale à 1 au sens de Cesàro.